# Diastylis horrida
Diastylis horrida är en kräftdjursart som beskrevs av Sars 1886. Diastylis horrida ingår i släktet Diastylis och familjen Diastylidae.
Artens utbredningsområde är Kerguelen. Inga underarter finns listade i Catalogue of Life.

## Bildgalleri

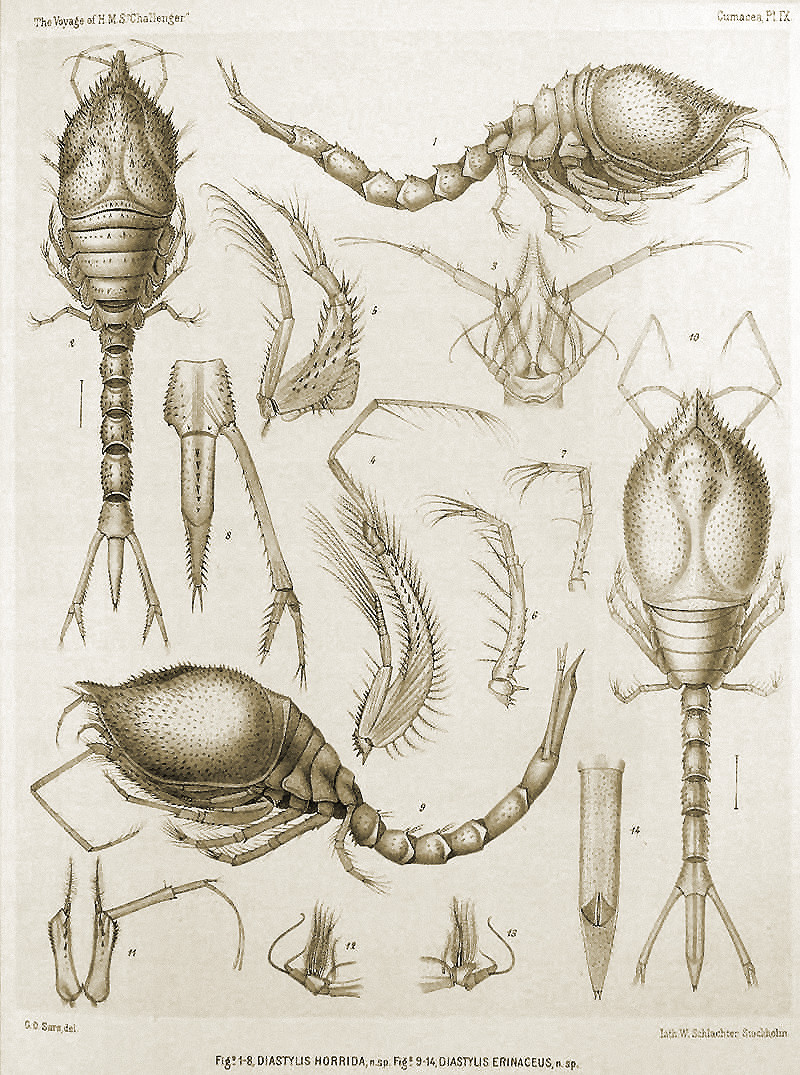